# 필포트
필포트(영어: fylfot [fílfɔt][*])는 중세 앵글로색슨 문화에서 사용했다고 하는 만자문의 일종이다. 하켄크로이츠와 달리 가운데 십자가 뒤틀리지 않고 직각을 유지한다.
필포트라는 말은 19세기 골동가들의 기록에서부터 빈번하게 사용되는데, 그 전거가 되는 것은 1500년에 작성된 필사본 단 하나밖에 없다. 여기에 따르면 "필포트"는 중세 교회당의 스테인드글라스 색유리 발치(foot)의 빈 공간을 채우는(fill) 것이었다고 한다. 오늘날의 영영사전들(콜린스, 메리암-웹스터 등)에서도 이 어원을 채택하고 있다. 토머스 윌슨(1896년)은 다른 어원을 제기했는데, 앵글로색슨어로 “네 개의 다리”라는 뜻의 fower fot에서 비롯되었다는 설이다. 존 워링(1874년)도 노르드어의 fiël과 앵글로색슨어의 fela가 동계이고 이것이 독일어에서 “많다”는 뜻의 viel과 같은 어원이므로 필포트는 “발이 많은 형상”이라는 뜻이라고 주장했다. 이런 설들이 맞다면 퓔포트는 그리스어 테트라스켈리온(tetraskelion)과 의미가 같은 것이 된다.

## 같이 보기
- 불교
- 힌두교
- 자이나교
- 트리스켈리온